# Kanton Gonfreville-l'Orcher
Kanton Gonfreville-l'Orcher is een voormalig kanton van het Franse departement Seine-Maritime. Het kanton maakte deel uit van het arrondissement Le Havre. Het werd opgeheven bij decreet van 27 februari 2014 met uitwerking in maart 2015.

## Gemeenten
Het kanton Gonfreville-l'Orcher omvatte de volgende gemeenten:
- Gainneville
- Gonfreville-l'Orcher (hoofdplaats)
- Harfleur